# Filles de Maria Auxiliadora
Les Filles de Maria Auxiliadora (en llatí Congregatio Filiarum Mariae Auxiliatricis) són un institut religiós femení de dret pontifici, una congregació religiosa les germanes de la qual, també anomenades Salesianes o Salesianes de Dom Bosco, posposen al seu nom les sigles F.M.A.

## Història
Després d'haver fundat la Societat Salesiana (1859) per a l'educació i formació professional dels nois, Joan Bosco (1815-1888), va demanar al papa Pius IX d'estendre també a les noies la seva obra, creant una nova congregació que es dediqués a l'educació femenina.
El 1864 Dom Bosco obrí un oratori a Mornese (Alessandria) i hi conegué la congregació de les Filles de Maria Immaculada, fundada en 1854 pel sacerdot Domenico Pestorini, que després s'havia fet salesià. Entre les germanes d'aquesta congregació, Bosco va veure que Maria Domenica Mazzarello (1837-1881) era la persona idònia per al seu projecte de branca femenina dels salesians.
El 5 d'agost de 1872, va tenir lloc la constitució de l'institut, prenent els hàbits les germanes de mans del bisbe d'Acqui, Sciandra, que donà l'aprovació diocesana el 23 de gener de 1876 a les anomenandes Filles de Maria Auxiliadora. El decretum laudis arribà el 7 de setembre de 1911 i les constitucions van ésser aprovades el 4 d'abril de 1922.

## Activitat i difusió

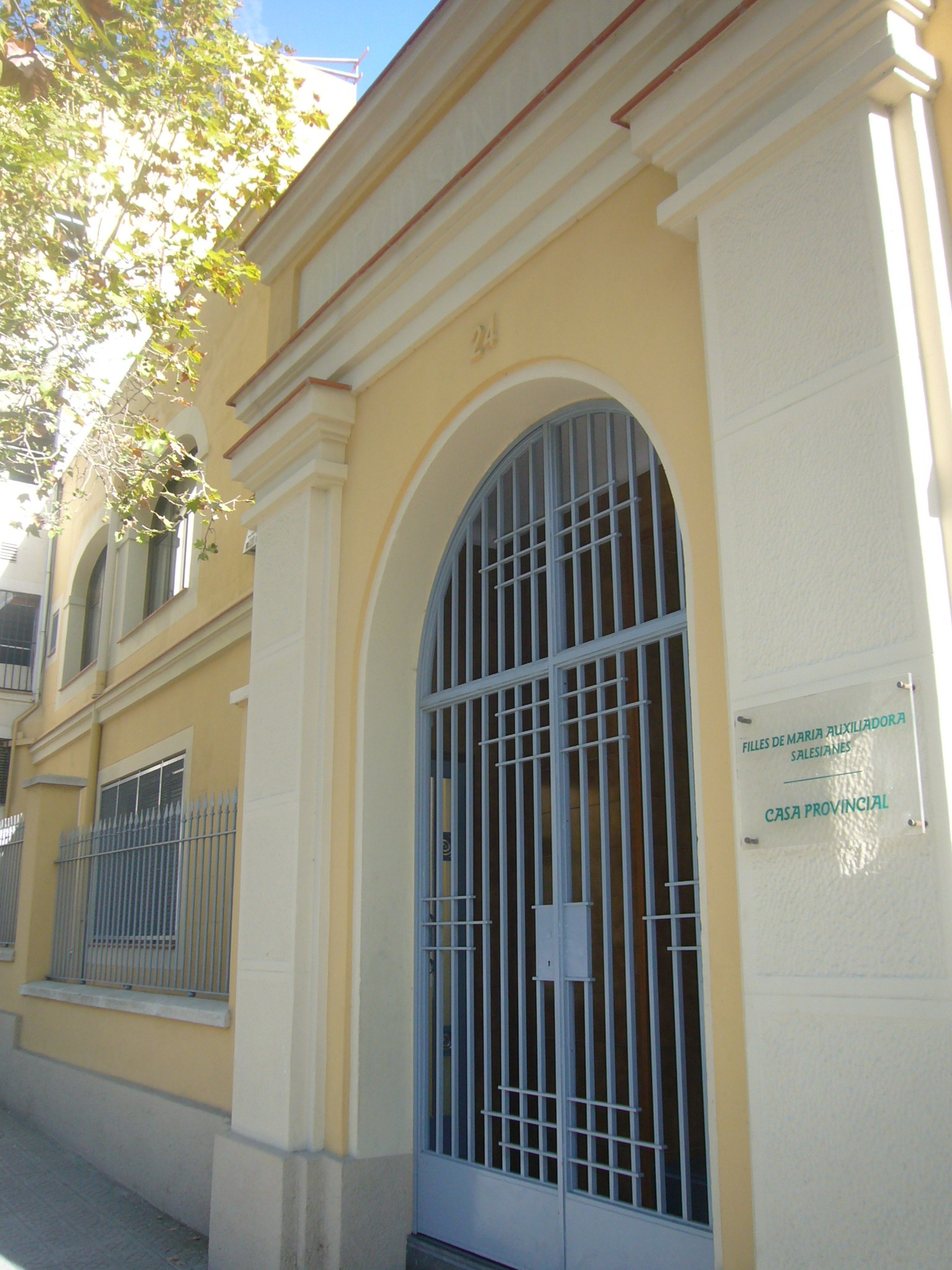
Casa provincial de les Salesianes al passeig de Sant Joan Bosco, 24, de Barcelona

Les salesianes de Dom Bosco es dediquen a la instrucció i educació cristiana de les joves, especialment les més necessitades i en situacions més difícils, en oratoris, orfenats i escoles de tots els nivells. També fan activitats pastorals i d'assistència social, participant i promovent moviments juvenils parroquials i en activitats de formació de les dones per tal de millorar les seves condicions laborals i socials.
Són presents en 92 estats als cinc continents, amb seu general a l'Ateneo Salesiano de Roma. En acabar 2005, la congregació tenia 14.880 religioses en 1.511 cases.